# Čeglje
Čeglje je vesnice v Chorvatsku v Záhřebské župě. Je součástí opčiny města Jastrebarsko, od něhož se nachází 4 km jihozápadně. V roce 2011 zde žilo 373 obyvatel.
Sousedními sídly jsou vesnice Draganić, Gornja Kupčina, Guci Draganićki a Izimje.